# Mémorial soviétique (Schönholzer Heide)
Le mémorial soviétique de Schönholzer Heide, situé à Berlin-Pankow en Allemagne, est un mémorial et un cimetière militaire soviétique où ont été enterrés 13 200 des quelque 80 000 soldats de l'Armée rouge morts lors de la bataille de Berlin en mars-avril 1945.
Il est édifié de mai 1947 à novembre 1949 sur une superficie de 27 500 m². La lande de Schönholz était au XIXe siècle un lieu d'excursion populaire, puis devint le site d'un grand camp de travaux forcés pendant la Seconde Guerre mondiale. Après la guerre, on choisit d'y construire ce troisième mémorial soviétique de Berlin, après ceux du Tiergarten et du Treptower Park. Un autre (Sowjetisches Ehrenmal Berlin-Buch) est situé à Berlin-Buch dans le Schlosspark Buch.

## Histoire et description

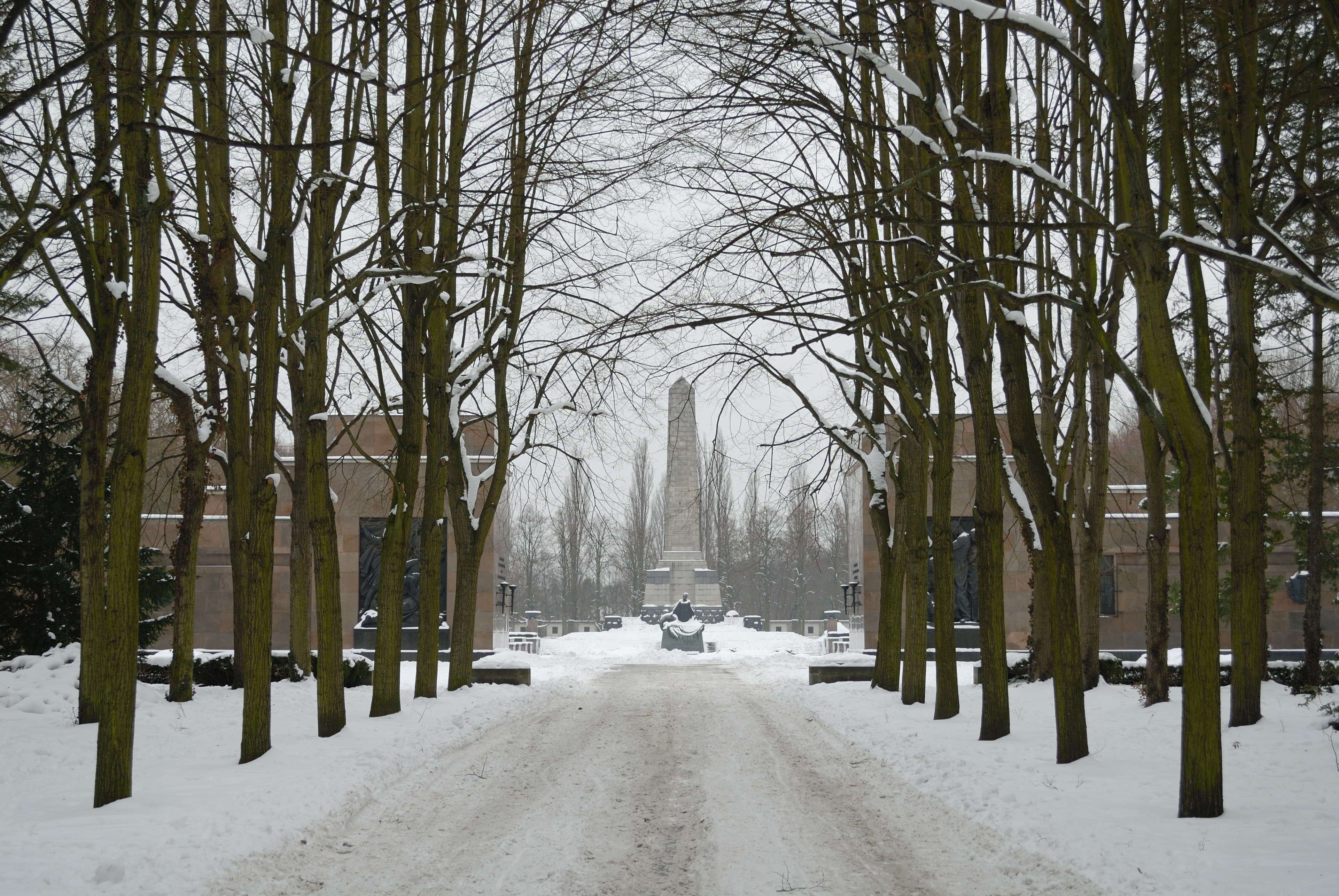
Vue du mémorial, Schönholzer Heide, hiver 2010.

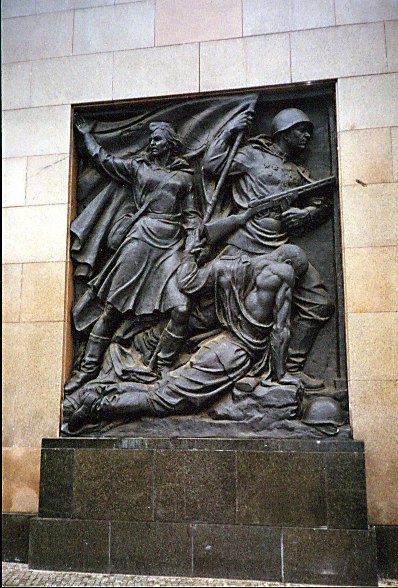
Relief du portail principal.

Un groupe d'architectes soviétiques, composé de Konstantin A. Solovyov, M. D. Belavenzew, W. D. Korolev et le sculpteur Ivan G. Perschudchew, conçoit l'ensemble du mémorial. Les noms, grades et années de naissance d'un cinquième des victimes qui ont pu être identifiées sont attachés à 100 plaques de bronze sur un mur autour du mémorial.
De chaque côté de l'axe principal, au bout duquel se trouve un obélisque en syénite de 33,5 mètres de haut, se trouvent huit chambres funéraires où, dans chacune, ont été inhumés 1182 soldats de l'Armée rouge. Sous la salle d'honneur de l'obélisque se trouve la tombe de deux colonels soviétiques. Un autre monument derrière l'obélisque commémore les victimes soviétiques des camps de concentration. Le fait que les prisonniers de guerre soviétiques soient également inclus dans ce mémorial est une particularité, car sous Staline, les prisonniers de guerre étaient généralement considérés comme des collaborateurs potentiels.
Devant l'obélisque se trouve le monument principal, une statue de la Mère Patrie russe qui pleure son fils mort. Sur la base de l'obélisque, fait de blocs de porphyre noir, se trouvent 42 plaques en bronze aux noms des officiers décédés. Le complexe comprend également une longue citation de Joseph Staline.
Suite auTraité de bon voisinage, de partenariat et de coopération entre la République fédérale et l'Union soviétique du 9 novembre 1990, une remise en état du monument est entreprise en 2011. L'article 18 stipule que « les monuments érigés sur le sol allemand et dédiés aux victimes soviétiques de la guerre et de la tyrannie sont respectés et protégés par le droit allemand ». Les tombes de guerre soviétiques doivent également être « préservées et entretenues ». Dans un Accord du 16 décembre 1992 entre le gouvernement de la République fédérale d'Allemagne et le gouvernement de la fédération de Russie sur l'entretien des tombes de guerre, le gouvernement fédéral s'engage à garantir en permanence l'existence des tombes, leur entretien et leur réparation.
Une fois les travaux terminés, le mémorial est rouvert le 13 août 2013 par le sénateur pour le développement urbain et l'environnement Michael Müller et par l'ambassadeur extraordinaire et plénipotentiaire de la fédération de Russie Vladimir Grinin (en) et est ouvert au public depuis.